# Haspel (Wuppertal)
Haspel ist ein Ortsteil der bergischen Großstadt Wuppertal im Tal der Wupper. Die Ortslage ist aus einer Wupperfurt und dem sich daran befindlichen Furter Hof, einem der mittelalterlichen Ursprungshöfe Barmens, hervorgegangen.

## Lage und Beschreibung
Haspel liegt im Wohnquartier Friedrich-Engels-Allee des Stadtbezirks Barmen an der Grenze der ehemaligen Großstädte und heutigen (seit 1929) Wuppertaler Stadtteile Elberfeld und Barmen. Die denkmalgeschützte Haspeler Brücke verbindet seit mehr als hundert Jahren über den Fluss die beiden Orte. An dieser Stelle gab es vor dem Bau der ersten Brücke an diesem Ort seit dem Mittelalter eine Wupperfurt. Südlich der nahen Mündung des Bendahler Bachs lag im Bereich der heutigen Bendahler Straße/Mauerstraße einer der alten Barmer Ursprungshöfe, der Hof zur Furt. Dieser Hof nördlich vom benachbarten Bendahl war der erste Siedlungsplatz im heutigen Haspel.
Haspel ist dicht bebaut und zählt zum innerstädtischen Bereich entlang der Wupper. Westlich schließt sich die Gerichtsinsel mit dem Wuppertaler Amts- und Landgericht an, nördlich erhebt sich der Hardtberg mit der Parkanlage Hardt. Südlich liegt im Nahbereich der Unterbarmer Bahnhof und das Fach- und Einzelmarktzentrum in der ehemaligen Wicküler-Brauerei. Der Botanische Garten, der Elisenturm und der Bismarckturm liegen im Park und sind von Haspel aus schnell über die Elisentreppe zu erreichen.
Zu den kulturhistorisch bedeutsamen Gebäuden in Haspel zählen die Schwebebahnstation Landgericht, die Haspel-Häuser, in denen unter anderem das Stadtarchiv Wuppertal untergebracht ist, und die Pauluskirche. Am Campus Haspel befindet sich die Fakultät für Architektur und Bauingenieurwesen der Bergischen Universität Wuppertal.

## Etymologie und Geschichte

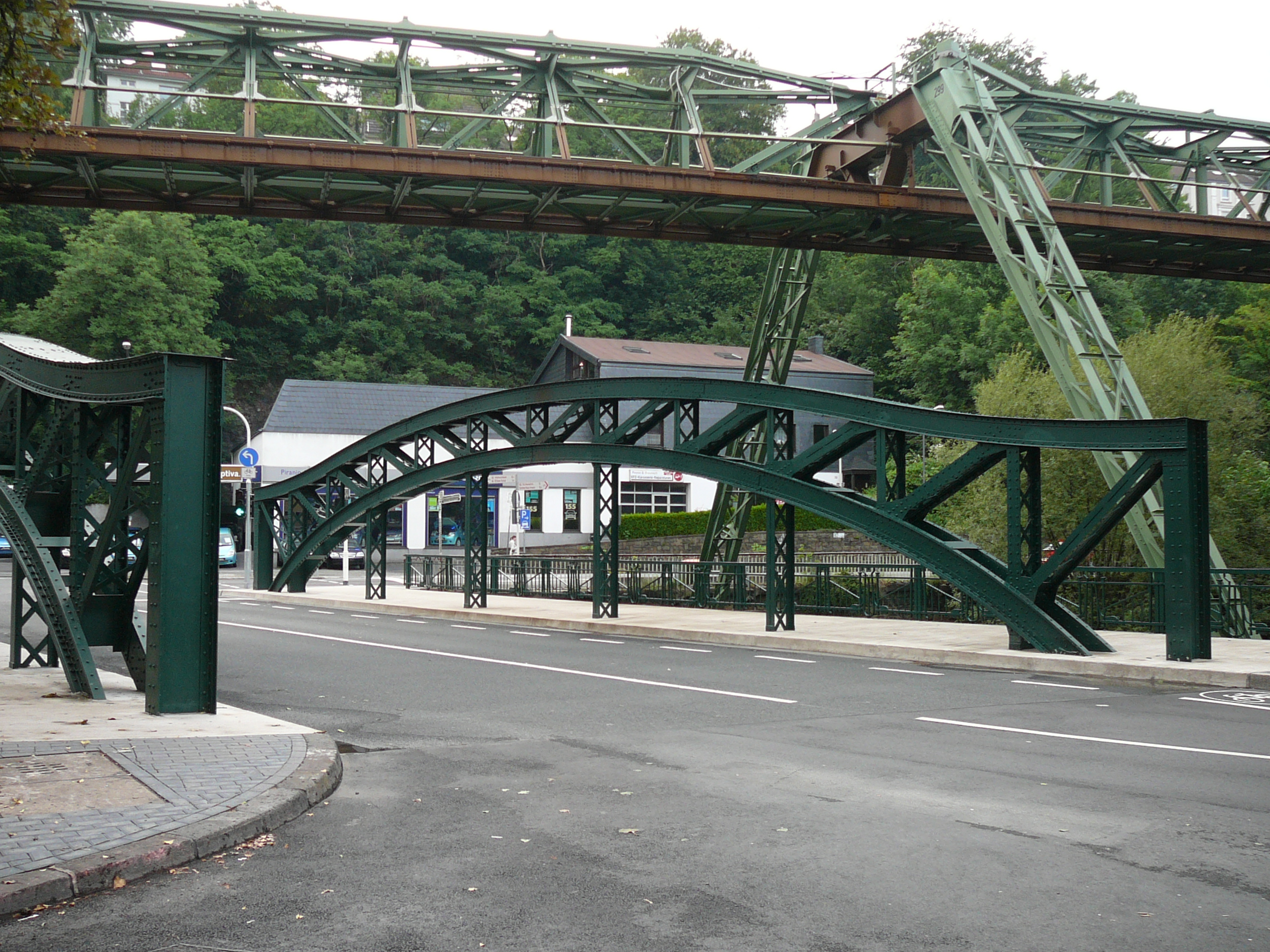
Die Haspeler Brücke, darüber die Schwebebahn

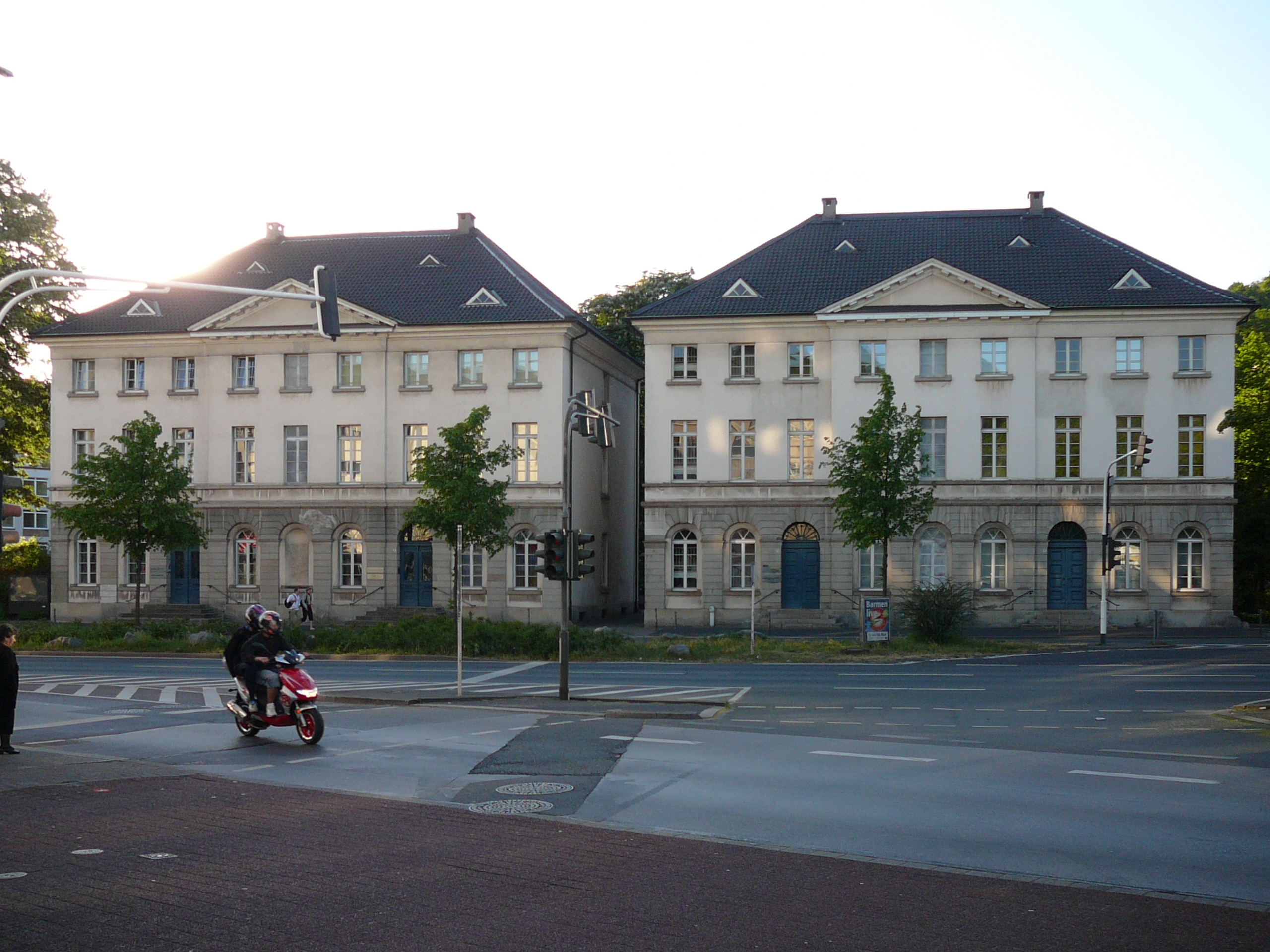
Die Haspel-Häuser

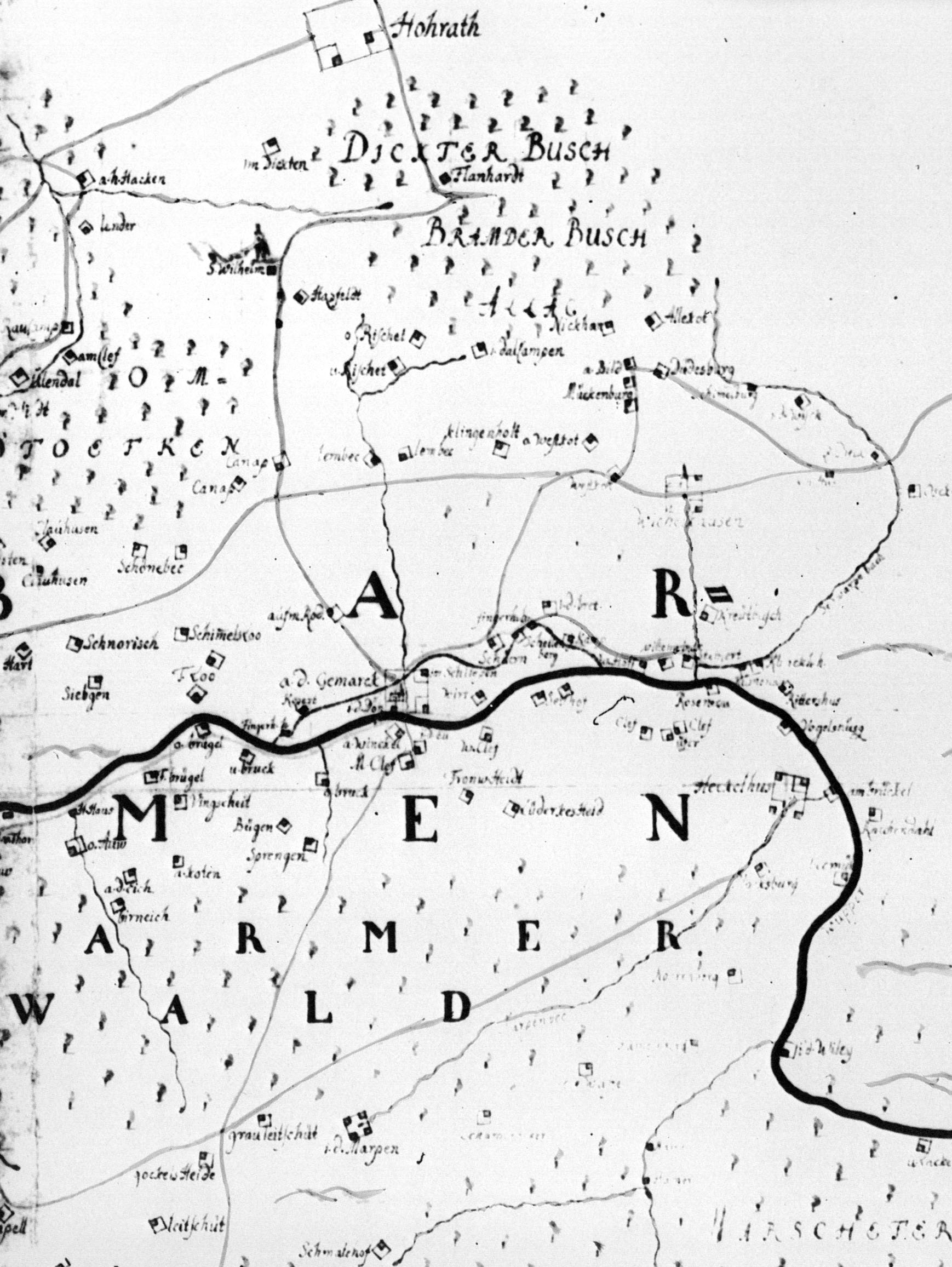
Karte der Hofschaften im Gebiet des heutigen Barmen von Erich Philipp Ploennies (1715)

Der Name Furter Hof, erstmals 1466 als Hof ter Vort (Hof zur Furt) genannt, erklärt sich aus seiner Lage südlich der bereits um 1300 erstmals urkundlich erwähnten Wupperfurt.
Der Name Haspel leitet sich indirekt aus seiner Grenzlage ab. Die Stadtteilgrenze war im Mittelalter die Ostgrenze der Freigrafschaft Volmarstein im kurkölnischen Territorium. Nach territorialen Übergang an das Herzogtum Berg war diese ältere Grenze im Spätmittelalter und der frühen Neuzeit nun die Grenze zwischen den bergischen Ämtern Beyenburg (vor 1399 zu Berg) und Elberfeld (ab 1428 zu Berg). Diese Grenze war mit der Elberfelder Linie der bergischen Landwehr gesichert. Bei der Wupperfurt befand sich ein Durchgang in dieser Landwehr. Neben dem Schlagbaum für die Fuhrwerke gab es noch einen Personendurchlass in Form eines Drehkreuzes, einer Haspel. Diese Vorrichtung ging schließlich als Name auf die Ortslage und den Ortsteil über. 1789 wird auf der Charte des Herzogthums Berg des Carl Friedrich von Wiebeking bereits eine doppelte Ortslage Thorfort (Zur Furt) und Haspel verzeichnet.
Die früheste mit Datum gesicherte Erwähnung des Furter Hofs südlich des Landwehrdurchgangs stammt aus der Beyenburger Amtsrechnung (Abrechnung des Rentmeisters an die Bergisch-herzogliche Kameralverwaltung) des Jahres 1466. Aufgrund der ungenügenden Quellenlage ist es nicht belegt, aber möglich, dass der Furter Hof zu den bereits im Jahr 1244 genannten „Gütern in Barmen“ („Bona de Barme“) im kurkölnischen Gebiet gehörte, die von dem Grafen Ludwig von Ravensberg als Allod in den Besitz der Grafen von Berg unter Graf Heinrich IV. übergingen. Territorial lag das Gebiet um den Furter Hof als Teil von Unterbarmen ab dem späten 14. Jahrhundert im bergischen Amt Beyenburg. Kirchlich gehörte es bis zur Einrichtung einer eigenen Barmer Pfarrei dem Kirchspiel Elberfeld an. 1641 wird die Größe des Furter Hofs mit 20 Morgen angegeben.
1603 wird auf einer Gemarkenkarte des Johann van der Waye der Hof als Vurderhöffe zu Ibbert, 1715 auf der Topographia Ducatus Montani des Erich Philipp Ploennies als Terfort verzeichnet. Mit den übrigen Höfen in der Bauerschaft Barmen war der Furter Hof bis 1806 Teil des bergischen Amtes Beyenburg. Eine erste Wupperbrücke aus Stein als Ersatz der Furt wurde 1729 durch Eisgang zerstört.